# Даллакян, Роберт Левонович
Роберт Левонович Даллакян (11 марта 1939) — советский футболист, защитник. Армянский футбольный функционер.
В 1960—1964 годах играл за «Спартак»/«Арарат» Ереван. Провёл 106 матчей, забил шесть голов; в классе «А» (1960—1963) — 81 матч, три гола. В 1966 году сыграл 6 матчей за дубль «Арарата». В 1968 году — в составе «Аракса» Эчмиадзин.
Полуфиналист Кубка СССР 1962 года.
Работал начальником отдела организации и проведения соревнований Федерации футбола Армении, был членом дисциплинарного комитета ФФА.